# 伊茲瓦雷鄉 (多爾日縣)
44°9′N 23°18′E / 44.150°N 23.300°E
伊茲瓦雷鄉（羅馬尼亞語：Comuna Izvoare, Dolj），是羅馬尼亞的鄉份，位於該國西南部，由多爾日縣負責管轄，處於布加勒斯特以西230公里，每年平均降雨量1,015毫米，海拔高度128米，2007年人口1,926。